# Pheidologeton diversus
Pheidologeton diversus é uma espécie de formiga do gênero Pheidologeton, pertencente à subfamília Myrmicinae.